# Cineclub

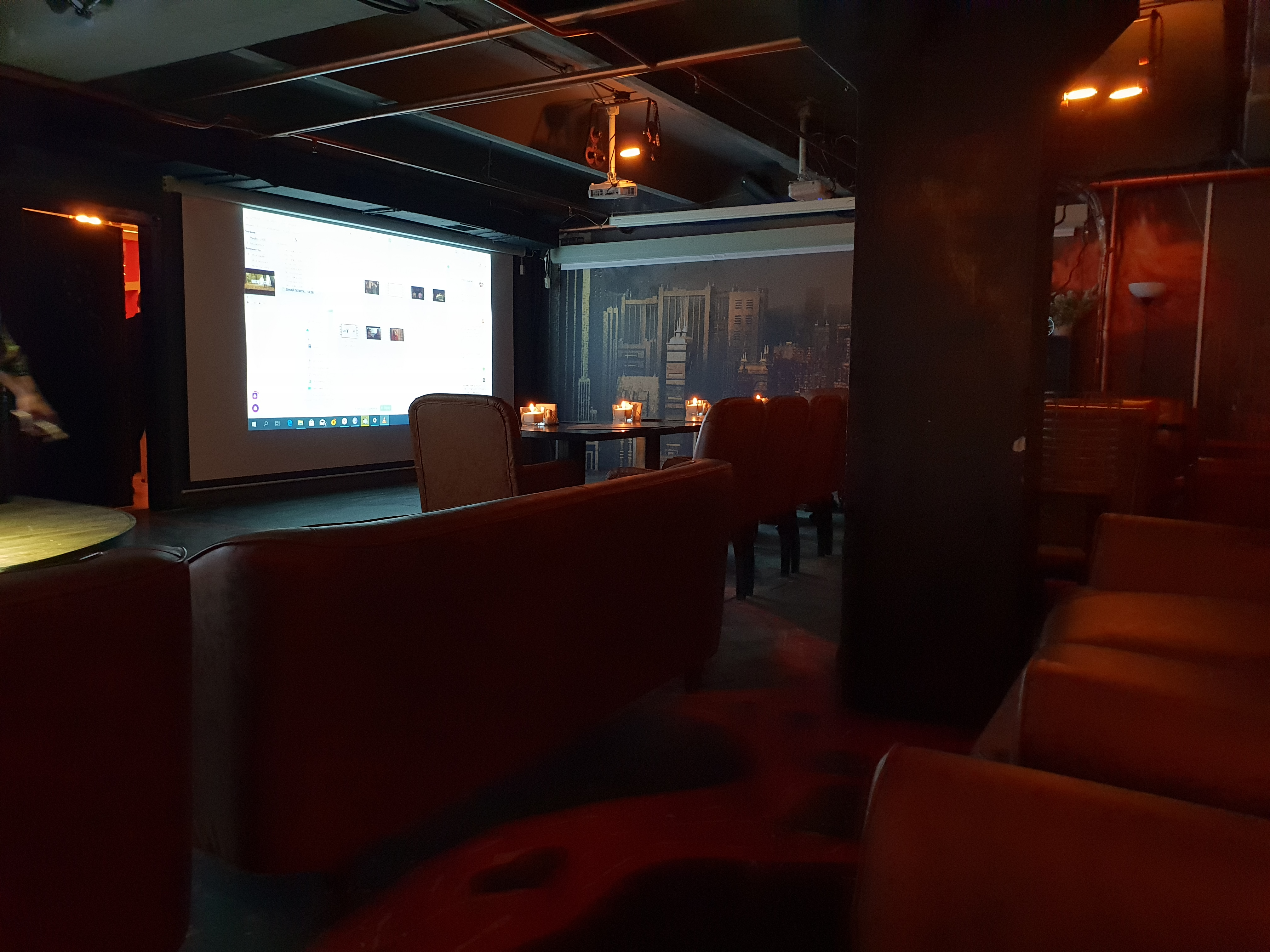
Sala de cineclub

Un cineclub es una asociación para la difusión de la cultura cinematográfica, que organiza la proyección y comentario de determinadas películas.
Los cineclubes presentan al público distintos trabajos audiovisuales por medio de una programación organizada y que busca la calidad. Este propósito se  refuerza a través de la utilización de programas de mano, fichas de información o incluso ensayos que respaldan el significado y valor de sus exhibiciones. Además, suelen organizar otras actividades, como exposiciones o conferencias sobre cine. En ocasiones, sus sesiones comienzan con una presentación o introducción de la película al público asistente o terminan con un debate sobre la misma, a veces contando con la asistencia de su realizador.
El término cineclub proviene del francés cinéclub. Aunque la forma cineclub es la aceptada por la Real Academia Española, también pueden encontrarse con frecuencia las formas cine club o cine-club.

## Historia del cineclub
A partir de la segunda década del siglo XX, y como reacción ante la mediocridad de la mayoría de las películas[cita requerida], comenzó a darse una nueva visión del cine en la que se defendía que este no podía limitarse a la “reproducción” de la realidad o del teatro, sino que debía llegar a ser un medio de expresión original y autónomo. Surgen así movimientos como el dadaísmo y el surrealismo en el campo del cine, fundados en el inconformismo y la provocación.[cita requerida] En este contexto comienza a aparecer la crítica cinematográfica y un interés por formar a un nuevo espectador que respondiera al nuevo cine. Los cineclubes surgen en Francia en 1920 como parte de este movimiento vanguardista europeo que se propone convertir el cine en un arte.[cita requerida]
Dentro de este proceso tiene especial importancia el teórico y director francés Louis Delluc (1890-1924), cuya escuela agrupa a una nueva generación que busca dar al cine sus medios de expresión propios: Abel Gance, Germaine Dulac, Marcel L'Herbier y poco después Jean Epstein. Delluc, que en 1918 había iniciado la crítica de cine en el París-Midi, funda en 1920 Le Journal du Ciné-club y también una asociación del mismo nombre en la que podrían encontrarse realizadores y críticos para conocerse y discutir.
En 1921 Ricciotto Canudo funda otro cineclub, El Club de los Amigos del Séptimo Arte, que tuvo gran importancia en la formación de la vanguardia y de la escuela francesa.
Con cierta rapidez, los cineclubes se extienden y se convierten en agrupaciones de espectadores aficionados al cine que presentan y discuten en sesiones privadas las nuevas películas. Otros cineclubes surgen con la finalidad de dar a conocer las obras de los mejores artistas, prohibidas por la censura o rechazadas por el sistema comercial. Por ejemplo, El Acorazado Potemkin de Eisenstein puede estrenarse en París en el año 1926 por este conducto. Los clubes no se limitan a proyectar estas películas, sino que se proponen profundizar en ellas a través de la libre discusión. En un primer momento el fenómeno se restringe a un público escogido de artistas, intelectuales y estudiantes, pero pronto se intenta también utilizar los cineclubes para acercar el cine-arte a un público más amplio.
Además de Francia, en otros países como Alemania, Bélgica, Holanda, Estados Unidos e Inglaterra, se constituyeron organizaciones análogas.  En España se creó el 28 de diciembre de 1928 el Cineclub Español, dirigido por Ernesto Giménez Caballero y por Luis Buñuel al amparo de la revista La Gaceta Literaria. La segunda sesión que programó tuvo lugar el 26 de enero de 1929 en el cine Palacio de la Prensa, y su programa incluyó la película El cantor de jazz, que fue presentada por Ramón Gómez de la Serna con la cara pintada de negro, en lo que constituyó la primera proyección de cine sonoro en España.
En la segunda edición del Festival de Cannes en 1947 se celebra la Asamblea Constitutiva de la Federación Internacional de Cineclubes, con presencia de delegados de veinte países. En ella se propone comenzar un archivo, estimular el intercambio de películas a nivel internacional y velar por la no comercialización de los cineclubes. Uno de sus impulsores es Henry Langlois, fundador de la prestigiosa Cinémathèque française.
En España, se produce un impulso de los cineclubes a partir de la Orden de 11 de marzo de 1957 del Ministerio de Información y Turismo que regula las asociaciones constituidas que, sin finalidad lucrativa, tengan como finalidad contribuir a mejorar la cultura cinematográfica, de sus estudios históricos, su técnica o su arte a través de la proyección en sesiones privadas. Proliferan sobre todo en el ámbito universitario. Cabe destacar el Cineclub Vida en Sevilla, fundado ese mismo año por la Compañía de Jesús y que ha mantenido ininterrumpidamente su actividad hasta el día de hoy.
Los cineclubes se expandieron por todo el mundo convirtiéndose en centros de trabajo y producción. Escuelas de renovación estética del cine tan importantes como el Neorrealismo italiano, la Nouvelle vague francesa y el Cinema Novo brasileño, deben su origen y desarrollo, en gran parte, al movimiento de los cineclubes.